# 22645 Rotblat
22645 Rotblat è un asteroide della fascia principale. Scoperto nel 1998, presenta un'orbita caratterizzata da un semiasse maggiore pari a 2,3795974 UA e da un'eccentricità di 0,2046098, inclinata di 1,91196° rispetto all'eclittica.